# Fay Crocker
Fay Crocker, née le 2 août 1914 à Montevideo (Uruguay) et morte le 16 septembre 1983 dans la même ville, est une golfeuse professionnelle uruguayenne.
Elle y est l'une des meilleures golfeuses du circuit dans les années 1950 et 1960 remportant deux tournois majeurs - l'Open américain en 1955 et le Championnat Titleholders en 1960. Elle compte au total douze victoires professionnelles dont onze sur le circuit LPGA.

## Palmarès

### Victoires professionnelles
| N° | Date       | Circuit principal | Tournoi                  | Score           | Par  | Marge   | Finaliste                    |
| -- | ---------- | ----------------- | ------------------------ | --------------- | ---- | ------- | ---------------------------- |
|    | 02/07/1955 | LPGA              | Open américain           | 74-72-79-74=299 | + 11 | 4 coups | Mary Lena Faulk Louise Suggs |
|    | 14/03/1960 | LPGA              | Championnat Titleholders | 75-75-77-76=303 | + 15 | 7 coups | Kathy Cornelius              |